# Joel Shankle
Joel Shankle, född 2 mars 1933 i Fines Creek i Haywood County i North Carolina, död 8 april 2015 i Culpeper i Virginia, var en amerikansk friidrottare.
Shankle blev olympisk bronsmedaljör på 110 meter häck vid sommarspelen 1956 i Melbourne.